# Dolno Kamartsi
Dolno Kamartsi (Bulgaars: Долно Камарци) is een dorp in het westen van Bulgarije. Het dorp is gelegen in de gemeente Gorna Malina in de oblast Sofia. Het dorp ligt hemelsbreed 43 kilometer ten oosten van Sofia.

## Bevolking
Op 31 december 2019 telde het dorp 419 inwoners, een daling vergeleken met het maximum van 1.482 personen in 1946.
|  |

| Etnische samenstelling van de respondenten (2011) | Etnische samenstelling van de respondenten (2011) | Etnische samenstelling van de respondenten (2011) | Etnische samenstelling van de respondenten (2011) | Etnische samenstelling van de respondenten (2011) |
| ------------------------------------------------- | ------------------------------------------------- | ------------------------------------------------- | ------------------------------------------------- | ------------------------------------------------- |
|                                                   |                                                   |                                                   |                                                   |                                                   |
| Bulgaren                                          | Bulgaren                                          |                                                   | 99,8%                                             | 99,8%                                             |
| Turken                                            | Turken                                            |                                                   | 0,0%                                              | 0,0%                                              |
| Roma                                              | Roma                                              |                                                   | 0,0%                                              | 0,0%                                              |
| Anders/Onbekend                                   | Anders/Onbekend                                   |                                                   | 0,2%                                              | 0,2%                                              |